# Mammillaria perbella
Mammillaria perbella es una especie perteneciente a la familia Cactaceae. Es endémico de Guanajuato, Hidalgo, Querétaro en México. Su hábitat natural son los áridos desiertos. Se ha extendido por el mundo como planta ornamental. 

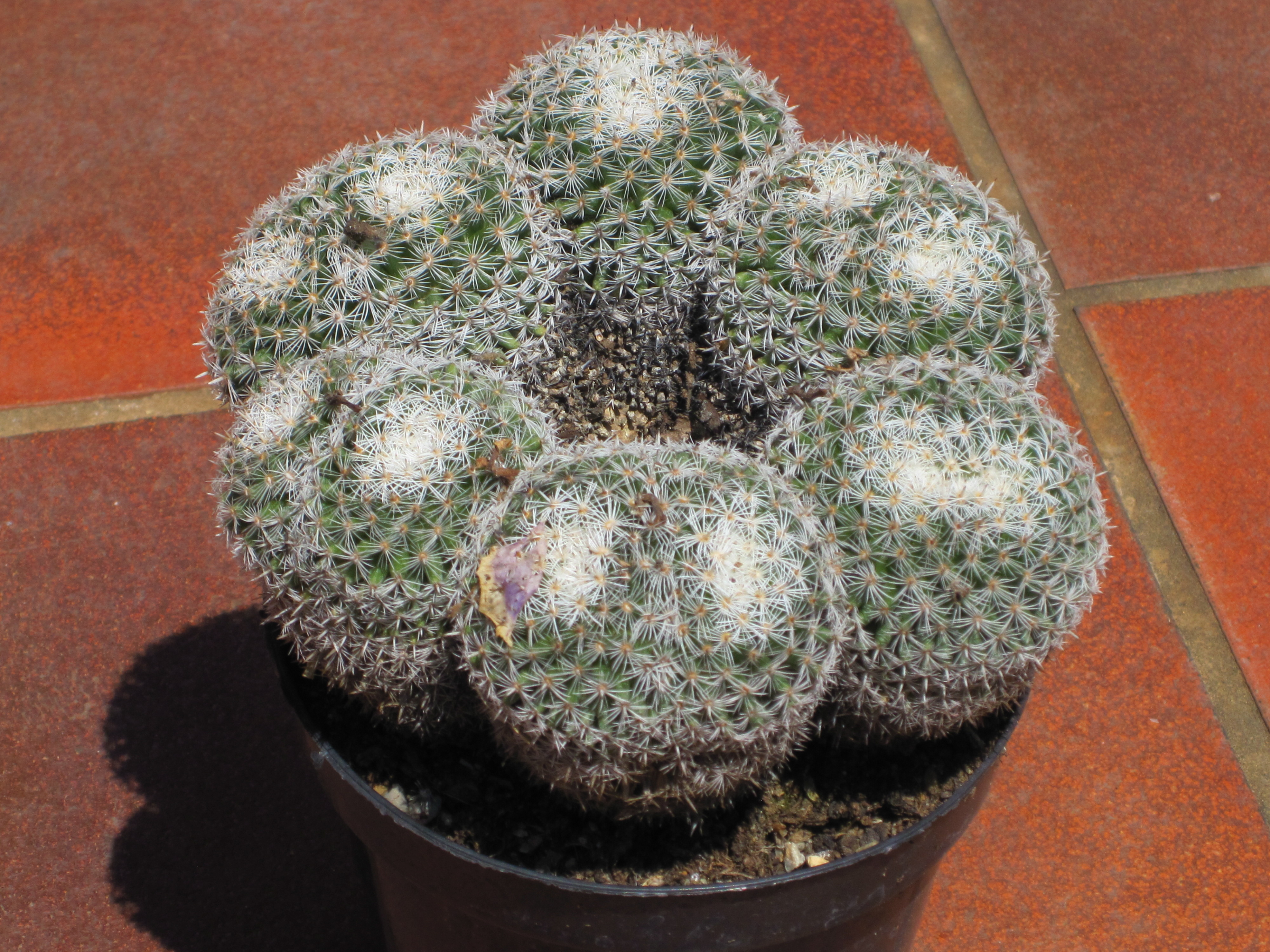
Mammillaria perbella

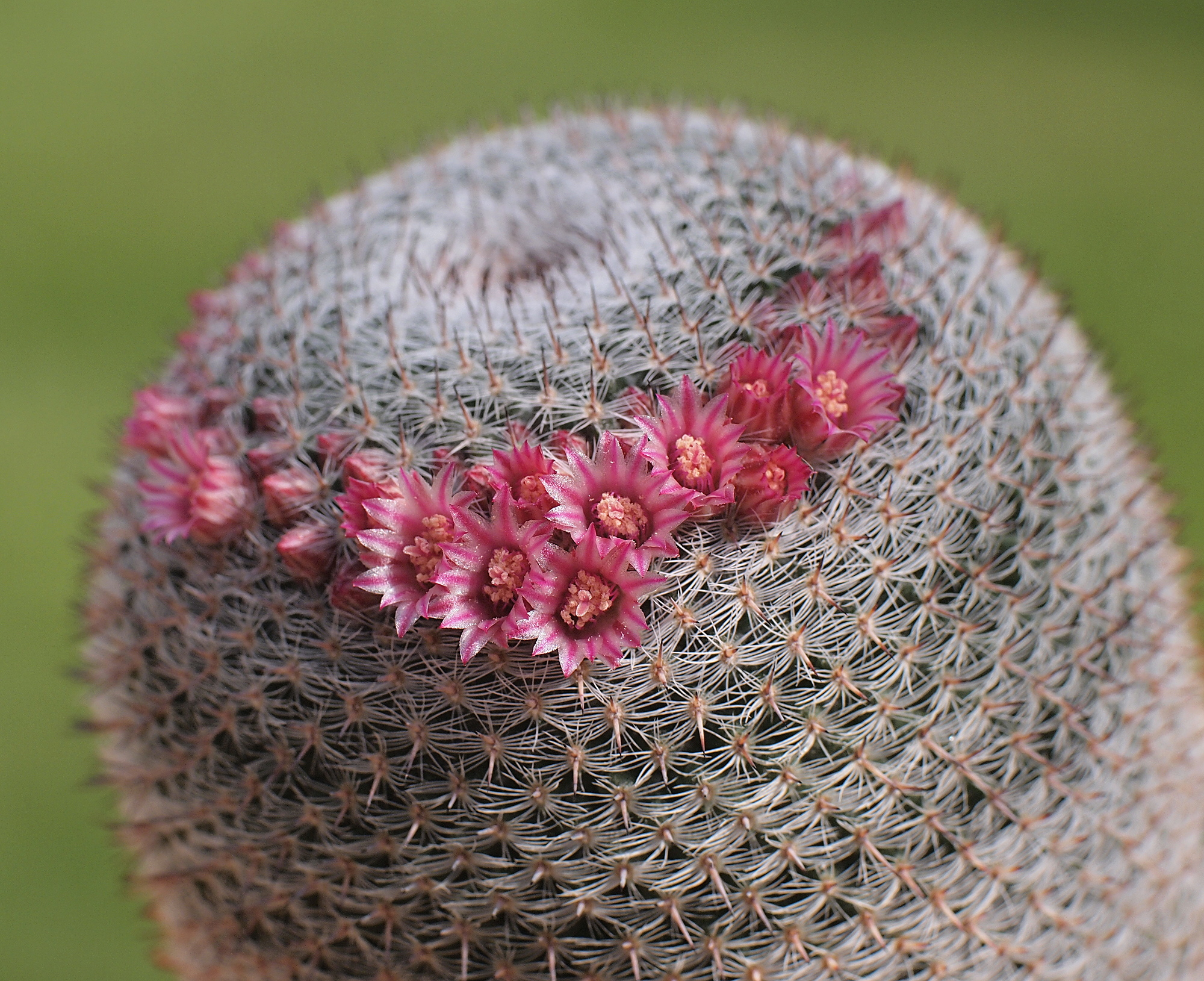
Vista de la planta

## Descripción
Mammillaria perbella crece primero individualmente, y después repetidamente  dicotómica forma grupos. Los tallos globulares deprimidos son glaucos-verde y de hasta 6 centímetros de diámetro de tamaño. Las costillas son pequeñas, en forma de cono y no contienen látex . Las axilas están ocupadas con lana blanca y cerdas. Tiene hasta 2 fuertes espinas centrales de color blanco rojizo, que más tarde se convierten en muy blancas y son de 1 a 6 milímetros de largo. A veces están totalmente ausentes. Los 14 a 18 espinas radiales son como cerdas,  la más larga con encaje negro, midiendo 1,5 a 3 milímetros de largo. Las flores son de color rosa oscuro o de color carmesí. Miden 1 cm de diámetro de tamaño. Los frutos son de color rojo y marrón y contienen pequeñas semillas .

## Taxonomía
Mammillaria perbella fue descrita por Hildm. ex K.Schum. y publicado en Gesamtbeschreibung der Kakteen 567. 1899.
Etimología
Mammillaria: nombre genérico que fue descrita por vez primera por Carolus Linnaeus como Cactus mammillaris en 1753, nombre derivado del latín mammilla = tubérculo, en alusión a los tubérculos que son una de las características del género.
perbella: epíteto latíno que significa "muy bonita"
Sinonimia
- Mammillaria cadereytensis
- Mammillaria infernillensis
- Mammillaria queretarica
- Mammillaria avila-camachoi